# 特伦 (苏格兰)
特伦（英语：Troon；苏格兰盖尔语：An t-Sròn [ənˠ̪ t̪ʰɾɔːn]），是英国苏格兰南艾尔郡的一个城镇，艾尔以北13公里。总人口约14766（2001年）。

## 友好城市
- 法國 洛特河畔新城[1]